# 舍夫琴科韋 (克吉奇夫卡區)
49°28′2″N 35°45′8″E / 49.46722°N 35.75222°E
舍夫琴科韋（烏克蘭語：Шевченкове），是烏克蘭東部的村莊，隸屬哈爾科夫州的別列斯京區。該村始建於1925年，面積0.62平方公里，海拔高度120米，2001年人口29，人口密度每平方公里46.6人。